# Marosi Paula
Marosi Paula, Földessy Ödönné, Bánvölgyi Dezsőné (Budapest, 1936. november 3. – Budapest, 2022. március 4.) olimpiai bajnok vívó, Marosi József olimpiai ezüstérmes vívó testvére.

## Pályafutása
Testvére példáját követve 1950-ben kezdett vívni a Budapesti Haladásban. 1957-ben a Bp. Honvédba igazolt. 1960-tól a  Újpesti Dózsa tőrvívója volt. 1961-től 1970-ig szerepelt a magyar válogatottban. Valamennyi jelentős eredményét a magyar női tőrcsapat tagjaként érte el. 1962-ben világbajnok volt. Tagja volt az 1964. évi nyári olimpiai játékokon arany-, és az 1968. évi olimpián ezüstérmes magyar csapatnak, de a döntőben egyik alkalommal sem vívott. 1966-ban vb-ezüstérmet szerzett. 1970-ben vb negyedik lett csapatban. Az aktív sportolást 1972-ben fejezte be.
1961-től a Belügyminisztérium munkatársa volt. 1979-től a közétkeztetési és büfészolgálat főkönyvelője, majd 1990-ig a BM Élelmezési Szolgálatának vezetője. 1972-től 1980-ig az Újpesti Dózsa elnökségi tagja, az újpesti Dózsa vívószakosztályának gazdasági felelőse. 

## Sporteredményei
- olimpiai bajnok:
  - 1964, Tokió: csapat (Ágoston Judit, Juhász Katalin, Dömölky Lídia, Rejtő Ildikó)
- olimpiai 2. helyezett:
  - 1968, Mexikóváros: csapat (Bóbis Ildikó, Gulácsy Mária, Dömölky Lídia, Rejtő Ildikó)
- világbajnok:
  - 1962, Buenos Aires: csapat (Gulácsy Mária, Juhász Katalin, Nyáry Magda, Rejtő Ildikó)
- világbajnoki 2. helyezett:
  - 1966, Moszkva: csapat (Bóbis Ildikó, Gulácsy Mária, Dömölky Lídia, Rejtő Ildikó)
- kétszeres világbajnoki 4. helyezett:
  - 1965, Párizs: csapat (Gulácsy Mária, Dömölky Lídia, Szalontay Katalin, Rejtő Ildikó)
  - 1970, Ankara: csapat (Dömölky Lídia, Száray Márta, Szolnoki Mária, Rejtő Ildikó)
- BEK-győztes: (1970) Rejtő Ildikó, Marosi Paula, Seregi Olga, Szolnoki Mária, Simonffy Tóth Ágnes
- nyolcszoros magyar bajnok:
  - csapat: 1961, 1963, 1965, 1966, 1967, 1969, 1970, 1971

## Díjai, elismerései
- Magyar Népköztársasági sportérdemérem arany fokozata (1964, 1972)
- Magyar Népköztársasági sportérdemérem ezüst fokozata (1968)